# Melissa Boekelman
Melissa Boekelman (Dordrecht, 11 maggio 1989) è una pesista e bobbista olandese.
In carriera ha vinto un titolo mondiale juniores nell'edizione di Pechino 2006 e uno europeo sempre della categoria juniores l'anno successivo.
A livello nazionale dal 2006 ad oggi ha vinto 18 titoli nazionali (10 all'aperto e 8 al coperto).

## Biografia

### Gli inizi (1995-2005)
Melissa Boekelmann inizia a praticare sport sin dall'età di 6 anni, nel 1995 entra infatti nella società di atletica leggera Prins Hendrik di Vught.
Tra gli allenatori che l'hanno seguita durante la sua carriera ci sono Ronald Vetter, Monique Kuenen e soprattutto Gerd Damkat già allenatore di Rutger Smith. Allora erano Gert Damkat e Monique Kuenen suoi soprintendenti di duro allenamento.
Nel 2005, al festival olimpico della gioventù europea ha vinto due ori sia nel getto del peso che nel lancio del disco. Il suo lancio a 15,95 metri nel peso è diventato anche il record della manifestazione.

### Carriera internazionale giovanile (2006-2008)

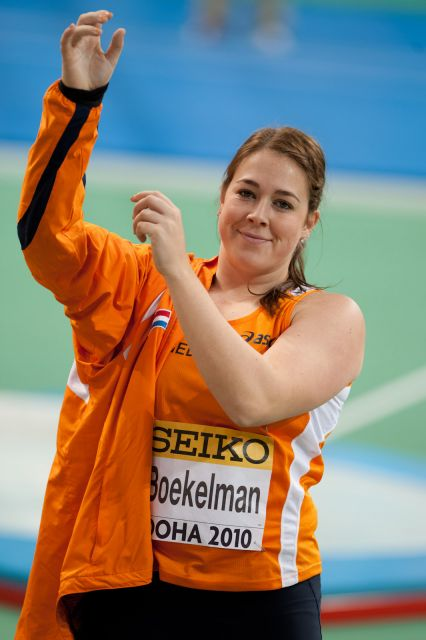
Melissa Boekelman ai mondiali indoor di Doha.

Nel 2006 si è laureata per la prima volta campionessa nazionale nel getto del peso donne, cosa ripetuta anche l'anno successivo.
Nell'agosto, a Pechino, si è laureata campionessa mondiale della categoria juniores nel getto del peso. Qualificata per la finale con 16,47, nel pomeriggio ha vinto il titolo mondiale con un lancio a 17,66 metri davanti alla tedesca Denise Hinrichs.
L'anno successivo, dopo aver vinto i titoli nazionali sia al coperto che all'aperto, ai campionati europei juniores di Kaunas ha vinto ancora una volta il titolo.
Grazie a questa vittoria è stata la seconda juniores olandese nella storia a vincere sia un titolo mondiale che uno europeo di categoria dopo Corrie De Bruin.
Nel 2008, ai mondiali juniores di Bydgoszcz si è dovuta però accontentare dell'argento.
Nel 2007 è stata inserita nel Waterford Crystal European Athletics Rising Star Award, premio inventato dalla Federazione europea di atletica leggera allo scopo di trovare delle stelle per il futuro di questo sport. Oltre a questo ha vinto per ben tre volte consecutive, nel 2006, 2007 e 2008, il premio di atleta olandese dell'anno KNAU a livello giovanile.

### Carriera assoluta (2009-oggi)
Nel 2009 ha fatto il suo esordio in una manifestazione internazionale a livello assoluto ai campionati europei indoor di Torino centrando subito la finale e raggiungendo l'ottavo posto con un lancio a 17,47 metri.
Dopo qualche mese ha partecipato ai campionati europei under 23 giungendo quarta.
La stagione 2010 inizia con la vittoria del titolo nazionale indoor seguito dalla partecipazione ai campionati del mondo indoor di Doha dove ha raggiunto solo la quattordicesima posizione.
Nella stagione all'aperto, ai campionati europei di Barcellona, giunta in finale è stata quattordicesima con un lancio a 17,32 metri.
Nel 2011, dopo non aver partecipato ai campionati europei indoor di Parigi, il 15 luglio è stata terza ai campionati europei under 23 di Ostrava.
Dopo due settimane ha conquistato il suo quarto titolo nazionale all'aperto lanciando fino alla misura di 17,73 metri.

### Bob (2014-oggi)
Dall'inverno 2014 si dedica al bob nel ruolo di frenatrice disputando alcune tappe della stagione di coppa del mondo 2014/2015. Ha partecipato ai campionati mondiali disputatisi a Winterberg, Germania ed ai campionati europei di La Plagne, Francia, classificandosi rispettivamente sedicesima ed undicesima nel bob a due con la connazionale Marije van Huigenbosch.

## Palmarès
| Anno | Manifestazione    | Sede           | Evento                 | Risultato | Prestazione | Note                                     |
| ---- | ----------------- | -------------- | ---------------------- | --------- | ----------- | ---------------------------------------- |
| 2005 | Europei juniores  | Kaunas         | Getto del peso         | 4ª        | 15,86 m     |                                          |
| 2006 | Mondiali juniores | Pechino        | Getto del peso         | Oro       | 17,66 m     | Miglior prestazione personale            |
| 2007 | Europei juniores  | Kaunas         | Getto del peso         | Oro       | 16,51 m     |                                          |
| 2008 | Mondiali juniores | Bydgoszcz      | Getto del peso         | Argento   | 16,60 m     |                                          |
| 2008 | Mondiali juniores | Bydgoszcz      | Lancio del disco       | nm (q)    | nm (q)      |                                          |
| 2009 | Europei indoor    | Torino         | Getto del peso         | 8ª        | 17,47 m     |                                          |
| 2009 | Europei under 23  | Kaunas         | Getto del peso         | 4ª        | 17,37 m     | Miglior prestazione personale stagionale |
| 2009 | Europei under 23  | Kaunas         | Lancio del giavellotto | 13ª (q)   | 51,80 m     |                                          |
| 2010 | Mondiali indoor   | Doha           | Getto del peso         | 13ª (q)   | 17,57 m     |                                          |
| 2010 | Europei           | Barcellona     | Getto del peso         | 12ª       | 17,32 m     |                                          |
| 2011 | Europei under 23  | Ostrava        | Getto del peso         | Bronzo    | 17,88 m     |                                          |
| 2014 | Europei           | Zurigo         | Getto del peso         | 10ª       | 17,23 m     |                                          |
| 2016 | Europei           | Amsterdam      | Getto del peso         | 8ª        | 17,92 m     |                                          |
| 2016 | Giochi olimpici   | Rio de Janeiro | Getto del peso         | 15ª (q)   | 17,69 m     |                                          |
| 2017 | Europei indoor    | Belgrado       | Getto del peso         | 12ª (q)   | 17,19 m     |                                          |
| 2017 | Mondiali          | Londra         | Getto del peso         | 11ª       | 17,73 m     |                                          |
| 2018 | Europei           | Berlino        | Getto del peso         | 14ª (q)   | 16,90 m     |                                          |

## Campionati nazionali

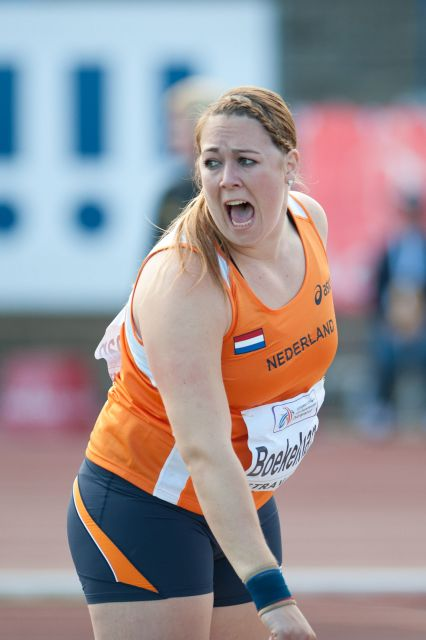
Melissa Boekelman gli europei under 23 di Ostrava.

- 10 volte campionessa nazionale nel getto del peso (2007, 2009/2017)
- 8 volte nel getto del peso indoor (2006/2008, 2010/2011, 2013, 2016/2017)

2006
- Argento ai Campionati nazionali olandesi indoor, getto del peso - 15,92 m
- Oro ai Campionati nazionali olandesi, getto del peso - 16,49 m

2007
- Oro ai Campionati nazionali olandesi indoor, getto del peso - 17,02 m
- Oro ai Campionati nazionali olandesi, getto del peso - 16,35 m
- Bronzo ai Campionati nazionali olandesi, lancio del disco - 48,09 m

2008
- Oro ai Campionati nazionali olandesi indoor, getto del peso - 17,11 m
- Argento ai Campionati nazionali olandesi, getto del peso - 16,38 m
- Bronzo ai Campionati nazionali olandesi, lancio del disco - 50,03 m

2009
- Argento ai Campionati nazionali olandesi indoor, getto del peso - 17,25 m
- Oro ai Campionati nazionali olandesi, getto del peso - 17,29 m

2010
- Oro ai Campionati nazionali olandesi indoor, getto del peso - 17,71 m
- Oro ai Campionati nazionali olandesi, getto del peso - 17,85 m

2011
- Oro ai Campionati nazionali olandesi indoor, getto del peso - 17,17 m
- Oro ai Campionati nazionali olandesi, getto del peso - 17,73 m

2012
- Argento ai Campionati nazionali olandesi indoor, getto del peso - 16,59 m
- Oro ai Campionati nazionali olandesi, getto del peso - 17,00 m

2013
- Oro ai Campionati nazionali olandesi indoor, getto del peso - 16,85 m
- Oro ai Campionati nazionali olandesi, getto del peso - 17,60 m

2014
- Oro ai Campionati nazionali olandesi, getto del peso - 16,65 m

2015
- Oro ai Campionati nazionali olandesi, getto del peso - 17,34 m

2016
- Oro ai Campionati nazionali olandesi indoor, getto del peso - 17,68 m
- Oro ai Campionati nazionali olandesi, getto del peso - 18,09 m

2017
- Oro ai Campionati nazionali olandesi indoor, getto del peso - 17,54 m
- Oro ai Campionati nazionali olandesi, getto del peso - 18,31 m

## Altre competizioni internazionali
2013
- Oro al Ter Specke Bokaal ( Lisse), getto del peso - 17,32 m
- 5ª al Hallesche Halplus Werfertage 2013 ( Halle), getto del peso - 16,98 m
- Oro al Gouden Spike ( Leida), getto del peso - 17,25 m
- 8ª agli Europei a squadre (First League) ( Dublino), lancio del disco - 46,65 m
- 4ª agli Europei a squadre (First League) ( Dublino), getto del peso - 17,14 m
- 4ª in Golden Spike Ostrava ( Ostrava), getto del peso - 17,63 m
- 4ª al Meeting Areva ( Parigi), getto del peso - 17,65 m

2014
- 6ª al Doha Diamond League ( Doha), getto del peso - 17,51 m
- Bronzo al Meeting Anhalt ( Dessau), getto del peso - 16,96 m
- Oro al Gouden Spike ( Leida), getto del peso - 17,45 m
- 7ª agli Europei a squadre ( Braunschweig), getto del peso - 16,79 m
- 7ª al Meeting ISTAF ( Berlino), getto del peso - 16,57 m

2015
- Argento agli Europei a squadre (First League) ( Candia), getto del peso - 17,00 m

## Riconoscimenti
- Melissa Boekelman è stata premiata tre volte con il premio di atleta olandese dell'anno KNAU a livello giovanile (Fanny Blankers-Koen plaquette) nelle edizioni del 2006, 2007 e 2008.
- È stata insignita del titolo NOC * NSF di talento dell'anno 2009.